# 白希清
白希清（1904年11月2日—1997年5月23日），男，满族，辽宁新民人，中国病理学家、政治人物。

## 生平
白希清是辽宁省新民县巴图营子村人。1912年至1919年，白希清先后在巴图营子、乌牛堡子读私塾。 1920年入新民文会中学。1923年底，考入奉天医科专门学校，1930年毕业后留校任病理学助教。1931年入北京协和医学院进修。1933年赴英国格拉斯哥大学皇家医院及利兹病理学研究院进修病理学，并加入英国病理学会。1935年归国，任职于奉天医科专门学校。1936年任北京协和医学院病理学助教、讲师。1942年任盛京医科大学（即原奉天医科专门学校）病理学教授。
抗日战争胜利后，苏联红军和八路军李运昌部于1945年占领沈阳后，白希清于同年出任沈阳市市长。他参加了革命工作，任卫生厅厅长、省军区卫生部部长。 1945年12月加入中国共产党。1946年4月起，白希清赴长春、哈尔滨、佳木斯等地筹建东北大学并任副校长。1947年7月任东北行政委员会卫生处副处长。后卫生处改为卫生委员会，他改任卫生委员会副主任委员。1948年东北行政委员会改称东北人民政府，他改任东北人民政府卫生部副部长。
中华人民共和国成立后，1950年白希清加入中国国民党革命委员会。1954年调往北京，任中央卫生研究院副院长。1957年任中国医学科学院副院长、党委副书记。1978年起，担任中国医学科学院学术委员会副主任委员。1979年任中华医学会会长、党组书记。白希清是第一至三届全国人大代表，第五届全国政协委员，中华人民共和国卫生部第二、三届全国科技委员会副主任委员兼秘书长，并且担任肿瘤学专科委员会主任委员。
1997年5月23日，白希清在北京协和医院逝世，享年93岁。

## 学术贡献
- 1933年至1935年在英国期间，使用显微解剖方法首次解剖出了完整的人体肾单位，并且发现了肾单位有三种不同的类型。[2]
- 1940年代末参与扑灭东北解放区鼠疫。[2]

## 著作
- 《人肾解剖出来的肾单位》
- 《调查在朝鲜和中国的细菌战事实，国际科学委员会报告书及附件》
- 《医学科学院主要成果报告》
- 主编《病理学》[2]